# Philodina grandis
Philodina grandis är en hjuldjursart som beskrevs av Colin Milne 1916. Philodina grandis ingår i släktet Philodina och familjen Philodinidae. Inga underarter finns listade i Catalogue of Life.